# Yang Ming Marine Transport Corporation
Yang Ming Marine Transport Corporation (en chino tradicional, 陽明海運; pinyin, Yáng Míng Hǎi Yùn) es una empresa taiwanesa naviera y de transporte internacional de contenedores.

## Historia
La compañía fue fundada en 1972 como una línea naviera, pero tiene vínculos históricos a través de su fusión con China Merchants Steam Navigation Company (1872–1995), que se remonta a la dinastía Qing.
Yang Ming actualmente opera 101 buques portacontenedores de hasta 14 000 unidades equivalentes a veinte pies (TEU) y 17 graneleros.
Entre julio y septiembre de 2018, Yang Ming acordó ofrecer un servicio desde el puerto de Keelung, Taiwán, a los Estados Unidos para dos lotes de casi 20 contenedores cada uno, que contenían más de 1700 barras de combustible nuclear sin usar, después de que Taiwan Power Company decidiera cerrar su cuarta central nuclear. Surgieron preocupaciones de seguridad por posibles fugas de materiales radiactivos y más de 200 policías y oficiales de la compañía asistieron al primer envío.
El 10 de marzo de 2019, Yang Ming dio la bienvenida a dos buques adicionales de 14 000 TEU en su flota, YM Warranty y YM Wellspring. Los barcos se construyeron en Japón en el Astillero Imabari, a un costo de casi $99 millones cada uno. El tonelaje adicional está compuesto por hermanos de los YM Wellbeing, YM Wonderland y YM Wisdom entregados anteriormente.
En mayo de 2019, en el marco de la mejora de su red, se llegó a un acuerdo con Canadian Pacific Railway para trasladar contenedores por ferrocarril desde el Puerto de Vancouver en dirección este a todo Canadá.